# Receptación
Receptación es la ocultación o encubrimiento de los efectos de un delito. El delito de receptación es, por tanto, un delito precedido de otro. Este delito anterior ha de ser un delito dirigido contra el orden patrimonial o socioeconómico.

## Delitos de receptación

### España

#### Tipo básico
Artículo 298 del Código Penal:
1. El que, con ánimo de lucro y con conocimiento de la comisión de un delito contra el patrimonio o el orden socioeconómico, en el que no haya intervenido ni como autor ni como cómplice, ayude a los responsables a aprovecharse de los efectos del mismo, o reciba, adquiera u oculte tales efectos, será castigado con la pena de prisión de seis meses a dos años.

##### Tipo objetivo
La acción consiste en aprovecharse o recibir los efectos de un delito cometido anteriormente siempre que este sea un delito contra el orden patrimonial o socioeconómico.
El sujeto activo puede ser cualquier persona siempre y cuando no haya intervenido como autor o cómplice en el delito anterior a los efectos.

##### Tipo subjetivo
Sólo es posible la comisión dolosa. No es suficiente el dolo eventual, el error sobre la ilícita procedencia excluye la responsabilidad penal.

#### Tipo cualificado
Artículo 298 Código Penal:
2. Esta pena se impondrá en su mitad superior a quien reciba, adquiera u oculte los efectos del delito para traficar con ellos. Si el tráfico se realizase utilizando un establecimiento o local comercial o industrial, se impondrá, además, la pena de multa de doce a veinticuatro meses. En estos casos los Jueces o Tribunales, atendiendo a la gravedad del hecho y a las circunstancias personales del delincuente, podrán imponer también a éste la pena de inhabilitación especial para el ejercicio de su profesión o industria, por tiempo de dos a cinco años, y acordar la medida de clausura temporal o definitiva del establecimiento o local. Si la clausura fuese temporal, su duración no podrá exceder de cinco años.

#### Penalidad
El Art. 298.3 del Código Penal establece una regla especial conforme a la cual no podrá atribuirse una pena mayor a la del delito encubierto. Así, dispone:
Artículo 298 Código Penal:
3. En ningún caso podrá imponerse pena privativa de libertad que exceda de la señalada al delito encubierto. Si éste estuviese castigado con pena de otra naturaleza, la pena privativa de libertad será sustituida por la de multa de 12 a 24 meses, salvo que el delito encubierto tenga asignada pena igual o inferior a ésta; en tal caso, se impondrá al culpable la pena de aquel delito en su mitad inferior.

## Receptación de faltas
La llamada receptación de faltas se hallaba regulada en el Art. 299, derogado en virtud de la reforma operada por la L.O. 1/2015, de 30 de marzo. 

## Consumación
En el momento en que el sujeto, que actúa con ánimo de lucro, consigue que pase a su poder el objeto del delito y está en situación de disponer del mismo. Es posible la tentativa.